# Eleição municipal de Guarulhos em 2020
A eleição municipal de Guarulhos em 2020 ocorreu nos dia 15 de novembro (primeiro turno) e 29 de novembro (segundo turno). Esta cidade paulista possui 1 392 121 habitantes dentre estes os eleitores que neste dia votarão para definir o seu prefeito e os seus vereadores.O atual prefeito Guti foi reeleito no segundo turno derrotando o ex-prefeito Elói Pietá.

## Antecedentes

### Eleição Municipal de 2016
Na eleição de 2016,  aos 31 anos, Guti foi eleito Prefeito da cidade de Guarulhos em uma votação recorde totalizando 481.541 votos com  83,50%, a maior da história no município. Guti é o Prefeito mais jovem a comandar a cidade de Guarulhos. Em 1º de Janeiro de 2017, Guti assumia o cargo de prefeito, encerrando o ciclo de 16 anos de gestões do Partido dos Trabalhadores. Seu ultimo mandatário pelo partido foi Sebastião Almeida.

### Cláusula de barreira
Nesta eleição entrará em vigor a regra da "cláusula de barreira". Os partidos teriam de obter, nas eleições para a Câmara dos Deputados de 2018, pelo menos 1,5% dos votos válidos, em ao menos um terço das unidades da federação, com ao menos 1% dos votos válidos em cada uma delas; ou ter eleito pelo menos 9 deputados, distribuídos em ao menos, um terço das unidades da federação. Os partidos que não atingiram estes números podem ficar sem receber o financiamento do fundo partidário, além de não terem direito ao tempo de TV. Portanto os seguintes partidos serão afetados: UP, PCO, PCB, PSTU, REDE, PMN, PMB, DC, PTC e PRTB.

## Contexto político e pandemia
As eleições municipais de 2020 estão sendo marcadas, antes mesmo de iniciada a campanha oficial, pela pandemia do coronavírus SARS-CoV-2 (causador da COVID-19), o que está fazendo com que os partidos remodelem suas metodologias de pré-campanha. O Tribunal Superior Eleitoral (TSE) autorizou os partidos a realizarem as convenções para escolha de candidatos aos escrutínios por meio de plataformas digitais de transmissão, para evitar aglomerações que possam proliferar o vírus.
Além disso, a partir deste pleito, será colocada em prática a Emenda Constitucional 97/2017, que proíbe a celebração de coligações partidárias para as eleições legislativas, o que pode gerar um inchaço de candidatos ao legislativo. Conforme reportagem publicada pelo jornal Brasil de Fato em 11 de fevereiro de 2020, o país poderá ultrapassar a marca de 1 milhão de candidatos a prefeito, vice-prefeito e vereador neste escrutínio, o que não seria necessariamente bom, na opinião do professor Carlos Machado, da UnB (Universidade de Brasília): “Temos o hábito de criticar de forma intensa a coligação partidária, sem parar para refletir sobre os elementos positivos dela. O número de candidatos que um partido pode apresentar numa eleição, varia se ele estiver dentro de uma coligação, porque quando os partidos participam de uma coligação, eles são considerados como um único partido", afirmou Machado na reportagem.

## Regras
No dia 13 de agosto foi publicado o decreto Nº 21.237 com as condutas proibidas por agentes e servidores municipais durante as eleições de 2020. A tais pessoas fica vedado a participação em eventos políticos a não ser que estejam licenciados ou de férias; ações políticas dentro de prédios do município; e a proibição de quaisquer publicidade que envolva candidatos a partir das Secretarias do Município. Seguindo a Emenda Constitucional Nº 107/2020, a prefeitura desativou suas redes sociais, para evitar conteúdos que possam configurar-se como propaganda eleitoral, no dia 15 de agosto de 2020.
Em resposta a uma consulta do PSOL, o TSE, no dia 28 de agosto de 2020, vetou a apresentação de artistas, de forma geral, em lives de candidatos.

## Candidaturas oficializadas
| Nº | Prefeito(a)  | Prefeito(a)                 | Prefeito(a) | Prefeito(a)                          | Vice-Prefeito(a) | Vice-Prefeito(a)   | Vice-Prefeito(a) | Vice-Prefeito(a) | Vice-Prefeito(a)                   | Coligação |
| Nº | Candidado(a) |                             | Partido     | Cargos Relevantes                    | Candidato(a)     | Candidato(a)       | Partido          | Partido          | Cargos Relevantes                  | Coligação |
| -- | ------------ | --------------------------- | ----------- | ------------------------------------ | ---------------- | ------------------ | ---------------- | ---------------- | ---------------------------------- | --- |
| 12 |              | Profª Sandra Santos         | PDT         | Professora                           |                  | Luiz Pummer        |                  | PDT              | Empresário                         | Partido Não Coligado Partido Democrático Trabalhista (PDT) |
| 13 |              | Elói Pietá                  | PT          | Ex-Prefeito de Guarulhos (2001-2009) |                  | Adê Rocha          |                  | Solidariedade    | Professora                         | Pra Guarulhos crescer denovo Partido dos Trabalhadores (PT) Solidariedade Rede Sustentabilidade (REDE) |
| 14 |              | Wagner Freitas              | PTB         | Vereador de Guarulhos (2005-2013)    |                  | Dr. Ademil Goes    |                  | PTB              | Médico                             | Partido Não Coligado Partido Trabalhista Brasileiro (PTB) |
| 22 |              | Adriana Afonso              | PL          | Empresária                           |                  | Coronel Flammarion |                  | PL               | Militar                            | Endireita Guarulhos Partido Liberal (PL) Partido da Mulher Brasileira (PMB) |
| 28 |              | Rodrigo Tavares             | PRTB        | Servidor Público                     |                  | Eliana Galvão      |                  | PRTB             | Advogada                           | Partido Não Coligado Partido Renovador Trabalhista Brasileiro (PRTB) |
| 45 |              | Fran Corrêa                 | PSDB        | Dentista e Empresária                |                  | Dr. Maruoka        |                  | DEM              | Médico                             | Projeto forte para uma nova Guarulhos Partido da Social Democracia Brasileira (PSDB) Democratas (DEM) Partido Social Liberal (PSL) Partido da Mobilização Nacional (PMN) Progressistas Avante Democracia Cristã (DC) |
| 50 |              | Simone Carleto              | PSOL        | Professora                           |                  | Profª Eliane Nunes |                  | PSOL             | Professora                         | Partido Não Coligado Partido Socialismo e Liberdade (PSOL) |
| 55 |              | Gustavo Henric Costa (Guti) | PSD         | Prefeito de Guarulhos (2017-Atual)   |                  | Profº Jesus        |                  | REP              | Vereador de Guarulhos (2009-Atual) | Guarulhos do Bem Partido Social Democrático (PSD) Republicanos Cidadania Movimento Democrático Brasileiro (MDB) Podemos Partido Social Cristão (PSC) Agir Partido Socialista Brasileiro (PSB) Patriota               |
| 65 |              | Profº Auriel                | PCdoB       | Professor                            |                  | Pr. Rogério Tomaz  |                  | PCdoB            | Corretor de Imoveis                | Partido Não Coligado Partido Comunista do Brasil (PCdoB) |
| 90 |              | Eduardo Barreto             | PROS        | Vereador de Guarulhos (2013-Atual)   |                  | Dr. Roberto        |                  | PROS             | Advogado                           | Partido Não Coligado Partido Republicano da Ordem Social (PROS) |

## Desistências e Indeferimentos

### Desistências
| Nº | Prefeito(a)  | Prefeito(a)      | Prefeito(a) | Prefeito(a)                    | Vice-Prefeito(a) | Vice-Prefeito(a)    | Vice-Prefeito(a) | Vice-Prefeito(a) | Vice-Prefeito(a)  | Coligação                                                  |
| Nº | Candidado(a) | Candidado(a)     | Partido     | Cargos Relevantes              | Candidato(a)     | Candidato(a)        | Partido          | Partido          | Cargos Relevantes | Coligação                                                  |
| -- | ------------ | ---------------- | ----------- | ------------------------------ | ---------------- | ------------------- | ---------------- | ---------------- | ----------------- | ---------------------------------------------------------- |
| 12 |              | Márcio Nakashima | PDT         | Deputado Estadual (2019-Atual) |                  | Profª Sandra Santos |                  | PDT              | Professora        | Partido Não Coligado Partido Democrático Trabalhista (PDT) |
| 17 |              | Néfi Tales Filho | PSL         | Empresário                     |                  | Allan dos Santos    |                  | PSL              | Fiscal            | Partido Não Coligado Partido Social Liberal (PSL)          |

### Indeferimento
| Nº | Prefeito(a)  | Prefeito(a)    | Prefeito(a) | Prefeito(a)                       | Vice-Prefeito(a) | Vice-Prefeito(a)    | Vice-Prefeito(a) | Vice-Prefeito(a) | Vice-Prefeito(a)  | Coligação                                        |
| Nº | Candidado(a) | Candidado(a)   | Partido     | Cargos Relevantes                 | Candidato(a)     | Candidato(a)        | Partido          | Partido          | Cargos Relevantes | Coligação                                        |
| -- | ------------ | -------------- | ----------- | --------------------------------- | ---------------- | ------------------- | ---------------- | ---------------- | ----------------- | ------------------------------------------------ |
| 43 |              | Jovino Cândido | PV          | Prefeito de Guarulhos (1999-2001) |                  | Pra. Arlete Ribeiro |                  | PV               | Gerente           | Partido Não Coligado Partido Verde (Brasil) (PV) |

## Resultados

### Prefeito
Resultados dos dois turnos da eleição para prefeito, por colocação.
| Candidato(a) a Prefeito(a) | Candidato(a) a Prefeito(a) | Candidato(a) a Prefeito(a) | Candidato(a) a Vice-Prefeito(a) | Candidato(a) a Vice-Prefeito(a) | Candidato(a) a Vice-Prefeito(a) | 1º Turno 15 de novembro de 2020 | 1º Turno 15 de novembro de 2020 | 2º Turno 29 de novembro de 2020 | 2º Turno 29 de novembro de 2020 |
| Candidato(a) a Prefeito(a) | Candidato(a) a Prefeito(a) | Candidato(a) a Prefeito(a) | Candidato(a) a Vice-Prefeito(a) | Candidato(a) a Vice-Prefeito(a) | Candidato(a) a Vice-Prefeito(a) | Votação                         | Votação                         | Votação                         | Votação                         |
| Candidato(a) a Prefeito(a) | Candidato(a) a Prefeito(a) | Candidato(a) a Prefeito(a) | Candidato(a) a Vice-Prefeito(a) | Candidato(a) a Vice-Prefeito(a) | Candidato(a) a Vice-Prefeito(a) | Porcentagem                     | Total                           | Porcentagem                     | Total                           |
| -------------------------- | -------------------------- | -------------------------- | ------------------------------- | ------------------------------- | ------------------------------- | ------------------------------- | ------------------------------- | ------------------------------- | ------------------------------- |
|                            | Guti                       | (PSD)                      |                                 | Profº Jesus                     | (Republicanos)                  | 45,65%                          | 261.211                         | 327.022                         | 57,83%                          |
|                            | Elói Pietá                 | (PT)                       |                                 | Adê Rocha                       | (Solidariedade)                 | 32,24%                          | 184.502                         | 238.463                         | 42,17%                          |
|                            | Fran Corrêa                | (PSDB)                     |                                 | Dr. Maruoka                     | (DEM)                           | 10,49%                          | 60.048                          | Não participaram                | Não participaram                |
|                            | Rodrigo Tavares            | (PRTB)                     |                                 | Eliana Galvão                   | (PRTB)                          | 4,09%                           | 23.426                          | Não participaram                | Não participaram                |
|                            | Adriana Afonso             | (PL)                       |                                 | Coronel Flammarion              | (PL)                            | 2,82%                           | 16.110                          | Não participaram                | Não participaram                |
|                            | Simone Carleto             | (PSOL)                     |                                 | Profª Eliane Nunes              | (PSOL)                          | 1,63%                           | 9.319                           | Não participaram                | Não participaram                |
|                            | Wagner Freitas             | (PTB)                      |                                 | Dr. Ademil Goes                 | (PTB)                           | 1,19%                           | 6.797                           | Não participaram                | Não participaram                |
|                            | Profª Sandra Santos        | (PDT)                      |                                 | Luiz Pummer                     | (PDT)                           | 1,16%                           | 6.646                           | Não participaram                | Não participaram                |
|                            | Eduardo Barreto            | (PROS)                     |                                 | Dr. Roberto                     | (PROS)                          | 0,42%                           | 2.426                           | Não participaram                | Não participaram                |
|                            | Profº Auriel               | (PCdoB)                    |                                 | Pr. Rogério Tomaz               | (PCdoB)                         | 0,30%                           | 1.736                           | Não participaram                | Não participaram                |
| Total de votos válidos     | Total de votos válidos     | Total de votos válidos     | Total de votos válidos          | Total de votos válidos          |                                 | 80,09%                          | 572.221                         | 565.485                         | 82,45%                          |
| Votos em branco            | Votos em branco            | Votos em branco            | Votos em branco                 | Votos em branco                 |                                 | 6,32                            | 44.313                          | 29.126                          | 4,38%                           |
| Votos nulos                | Votos nulos                | Votos nulos                | Votos nulos                     | Votos nulos                     |                                 | 12,02%                          | 84.230                          | 70.421                          | 10,59%                          |
| Votos apurados             | Votos apurados             | Votos apurados             | Votos apurados                  | Votos apurados                  |                                 | 82,69%                          | 746.500                         | 699.482                         | 77,48%                          |
| Abstenções                 | Abstenções                 | Abstenções                 | Abstenções                      | Abstenções                      |                                 | 19,72%                          | 171.216                         | 203.328                         | 22,52%                          |
| Total de eleitores         | Total de eleitores         | Total de eleitores         | Total de eleitores              | Total de eleitores              |                                 | 100,00%                         | 700.764                         | 100,00%                         | 902.810                         |

| Partido | Partido | Candidato       | Votos   | Votos (%) |
| ------- | ------- | --------------- | ------- | --------- |
|         | PSD     | Guti            | 261 211 | 45,65%    |
|         | PT      | Elói Pietá      | 184 502 | 32,24%    |
|         | PSDB    | Fran Corrêa     | 60 048  | 10,49%    |
|         | PRTB    | Rodrigo Tavares | 23 426  | 4,09%     |
|         | PL      | Adriana Afonso  | 16 110  | 2,82%     |
|         | PSOL    | Simone Carleto  | 9 319   | 1,63%     |
|         | PTB     | Wagner Freitas  | 6 797   | 1,19%     |
|         | PDT     | Sandra Santos   | 6 646   | 1,16%     |
|         | PROS    | Eduardo Barreto | 2 426   | 0,42%     |
|         | PCdoB   | Prof Adiel      | 1 736   | 0,3%      |
| Totais  | Totais  | Totais          | 572 221 |           |

| Partido | Partido | Candidato  | Votos   | Votos (%) |
| ------- | ------- | ---------- | ------- | --------- |
|         | PSD     | Guti       | 327 022 | 57,83%    |
|         | PT      | Elói Pietá | 238 463 | 42,17%    |
| Totais  | Totais  | Totais     | 565 485 |           |